# OAK Racing
L'Oak Racing è una squadra motoristica francese, attiva soprattutto nelle corse Endurance con vetture Sport Prototipo.
Fondata da Serge Saulnier nel 1980 a Magny-Cours con il nome di Promatecme e, successivamente, Saulnier Racing, il team si concentrò a lungo nelle formule minori, cogliendo vari successi nella F3 francese e nella F3 inglese.
A fine 2006 la proprietà passo a Jacques Nicolet e cambiò la sua denominazione in quella attuale. La squadra si concentrò su gare con vetture Sport Prototipo, vincendo il Campionato del mondo endurance 2013 e ottenendo un successo nella classe LMP2 nella 24 Ore di Le Mans, sempre nel 2013.

## Storia
Nei primi decenni della sua storia, il team gareggiò soprattutto nella F3 francese, in cui conquistò il titolo nel 1992 con Franck Lagorce, e nella F3 inglese, in cui i suoi piloti Enrique Bernoldi e Nicolas Minissian ottennero due secondi posti nel 1997 e nel 1998. A partire dal 2000 la squadra partecipò alla World Series By Nissan e continuò a parteciparvi fino al 2007. In questo periodo, il pilota Ryō Fukuda conquistò la vittoria nel campionato francese di Formula 3 del 2001.
A fine 2006 il team venne acquistato da Jacques Nicolet, che concentrò le forze della squadra nelle gare endurance e assunse il nome attuale di Oak Racing. Nicolet avviò quindi un programma di sviluppo, schierando vetture Pescarolo-Judd, e portando la squadra competere sia nella LMP1 sia nella LMP2. Nel 2010 Nicolet acquistò il Pescarolo Sport dal fallimento e fuse i due team. Nello stesso anno il team spostò la sua sede a Le Mans all'interno del Tecno Park, già sede della divisione costruttori della Pescarolo Sport.
Nel 2012 il team schierò una vettura Oak-Pescarolo-Judd 01 in LMP1 e due Oak-Pescarolo-Nissan in LMP2. Nel dicembre 2011 annunciò la partnership con il gruppo Morgan, che portò a ribattezzare le vetture come Pescarolo LMP2 Morgan. Una terza Morgan LMP2 venne schierata dal Conquest Racing nell'American Le Mans Series.
Nel 2013 il team partecipò in veste ufficiale solo alla 24 ore di Le Mans e al Campionato mondiale Endurance con tre vetture. A Le Mans conquistò il settimo e l'ottavo posto assoluto, imponendosi nella classe LMP2 con una doppietta, mentre la terza vettura si ritirò a due ore dal termine quando era in ottima posizione. Il team si ritrovò in testa al campionato piloti, team e costruttori di classe nel Wec. Altre due vetture vennero vendute al Morand Racing che partecipò alla LMS dove ottenne due terzi posti e al KCMG che partecipa all'Asian Le Mans Series e che conquistò le prime due prove della serie, mentre il team ufficiale vinceva la terza gara.
Dal 2014 il team si è associato alla Ligier Cars per la produzione e vendita di vetture con il marchio francese. Vetture che correranno in tutte le versioni CN (dotato del 2 litri Honda), LMP3, LMP2 e LMP1. Nel 2014 il team partecipò direttamente soltanto al TUSCC e al NAEC con una vettura dove ottenne una sola vittoria mentre si riconfermò campione dell'Asian Le Mans Series. Nel frattempo si moltiplicano i telai Ligier e Morgan realizzati e venduti dal team. Con le vetture del team Onroak Automotive corsero infatti:
- Il Thiriet By TDS RAcing (ligier);Morand Racing, Labre Competition e Pegasus RAcing (Morgan) nella Elms (tutti con una vettura)
- Nel Wec il G-Drive Racing (Ligier)
- Nel Tuscc il Krohn Motorsport con la Ligier

## Piloti

### 1980-2006 (Presidente Serge Saulnier)
| * Didier André (F3)     | * Alain Filhol (LM, LMS)     | * Jacques Nicolet (LM, LMS) |
| * Enrique Bernoldi (F3) | * Ryo Fukuda (F3, WSR)       | * Simon Pagenaud (WSR)      |
| * Bruno Besson (F3)     | * Tristan Gommendy (F3, WSR) | * Olivier Pla (F3)          |
| * Jenson Button (F3)    | * Bruce Jouanny (F3, LM)     | * Andy Priaulx (F3)         |
| * Emmanuel Clérico (F3) | * Franck Lagorce (F3)        | * Harold Primat (WSR, LMS)  |
| * Marcel Fässler (LMS)  | * Nicolas Minassian (F3)     | * Christophe Tinseau (F3)   |

### Dal 2007 (Presidente Jacques Nicolet)
| * Karim Aljani (LMS, LM)       | * David Heinemeier Hansson (LM, LMS)    | * Shinji Nakano (LM)                   |
| * Andrea Barlesi (ILMC)        | * Bruce Jouanny (LM)                    | * Jacques Nicolet (LM, LMS, ILMC, WEC) |
| * Bertrand Baguette (WEC)      | * Dominik Kraihamer (WEC)               | * Olivier Pla (ILMC, WEC)              |
| * Alex Brundle (WEC)           | * Patrice Lafargue (ILMC)               | * Alexandre Prémat (LMS, ILMC)         |
| * Jan Charouz (LM)             | * Matthieu Lahaye (LM, LMS, ILMC, WEC)  | * Pierre Ragues (LMS, LM, ILMC)        |
| * Cheng Cong Fu (LM)           | * Bas Leinders                          | * Takuma Sato (F1)                     |
| * Frédéric Da Rocha (ILMC)     | * Guillaume Moreau (LM, LMS, ILMC, WEC) | * Jean-François Yvon (LM)              |
| * Nicolas De Crem (LM)         | * Franck Montagny (F1, ILMC)            |                                        |
| * Marc Faggionato (LM)         | * Maxime Martin                         |                                        |
| * Alain Filhol (LM, LMS)       | * Tiago Monteiro (LM)                   |                                        |
| * Richard Hein (LM, LMS, ILMC) | * Ricardo González (LM)                 |                                        |

## Competizioni

### Come Promatecme
1992: F3 Francese-campione con Franck Lagorce
1997: F3 inglese: 2nd (otto vittorie)
1998: F3 inglese: 2nd (sei vittorie)
1999: F3 inglese: 3rd (tre vittorie)

### Come Saulnier Racing
2001: F3 Francese-campione con Ryo Fukuda
2004-2005: World Series by Renault
2006: Le Mans Series, 4° (due podi)
2007: Le Mans Series, 4° in LMP2 (un podio) - Courage-AER LC75
2008: 24 Hours of Le Mans, 3° in LMP2 and 12° in LMP1 - Pescarolo-Judd
2008: 5th in LMP2 (un podio) and 12° in LMP1 - Pescarolo-Judd

### Come OAK Racing
2009
Le Mans 24 Hours: 3° in LMP2 - Pescarolo-Mazda
Asian Le Mans Series: vincitore in LMP2 (due vittorie) - Pescarolo-Mazda
Le Mans Series: 6° (due podi) and 7° (un podio) in LMP2 - Pescarolo-Mazda
2010
Le Mans 24 Hours: 2° and 4° in LMP2, 7° and 9° assoluti - Pescarolo-Judd
Le Mans Series: 3° (un podio) and 4° (tre podi) in LMP2 - Pescarolo-Judd titolo costruttori in LMP2
Intercontinental Le Mans Cup: vincitore in LMP2 (tre podi) - Pescarolo-Judd
Michelin Green X Challenge (Le Mans Series and ILMC): vincitore - Pescarolo-Judd
2011
Le Mans 24 Hours: 5° in LMP2 - OAK/Pescarolo-Judd
6 Hours of Silverstone: 3° and 5° overall - OAK/Pescarolo-Judd
6 Hours of Zhuhai: Michelin Green X Challenge per la n° #24 LMP1 - OAK/Pescarolo-Judd
Intercontinental Le Mans Cup: 5° in LMP1, 2nd in LMP2 (classifica team) - OAK/Pescarolo-Judd
2012
FIA World Endurance Championship: 2° in LMP2 and 5° overall - Sebring 12 Hours - Morgan-Judd 2012 3° in LMP2 - Sao Paulo 6 Hours - Morgan-Nissan 2012 3° in LMP2 - Fuji 6 Hours - Morgan-Nissan 2012 3° in LMP2 - Shanghai 6 Hours - Morgan-Nissan 2012 Le Mans Series: 2°assoluta. 2 podi (1 vittoria)
FIA World Endurance Championship: 4° in LMP2 - Spa 6 Hours - Morgan-Judd 2012
Le Mans 24 Hours: 7° in LMP2 - Morgan-Nissan
2013
24 Heures du Mans :  1° et 2° in LM P2 – Morgan-Nissan Fia FIA
2° et 4°in LM P2 alla 6 ore di Silverstone – Morgan-Nissan
2° et 4°in LM P2 in LM P2 alla 6 ore di Spa – Morgan-Nissan
2°, 5° et 6° in LM P2 alla 6 ore di Sao Paulo – Morgan-Nissan
6°,7° e 8° in LM P2 alla 6 ore d'Austin -Morgan-Nissan
1° in LM P2 alla 6 ore de Fuji Morgan-Nissan
2°e 3° in LM P2 alla 6 ore di Shanghai –Morgan-Nissan
2°-4°-5° nella 6 ore del Bahrain Morgan-Nissan
Asian le Mans Series :
1° in LM P2 alla 3 ore di Zhuhai – Morgan-Judd
1° in LM P2 alla 3 ore di Sepang – Morgan-Judd
2°  in LM P2 alla 3 ore d'Inje – Morgan-Judd
2° in LM P2 alla 3 ore del Fuji – Morgan-Judd